# Rokitki (województwo dolnośląskie)

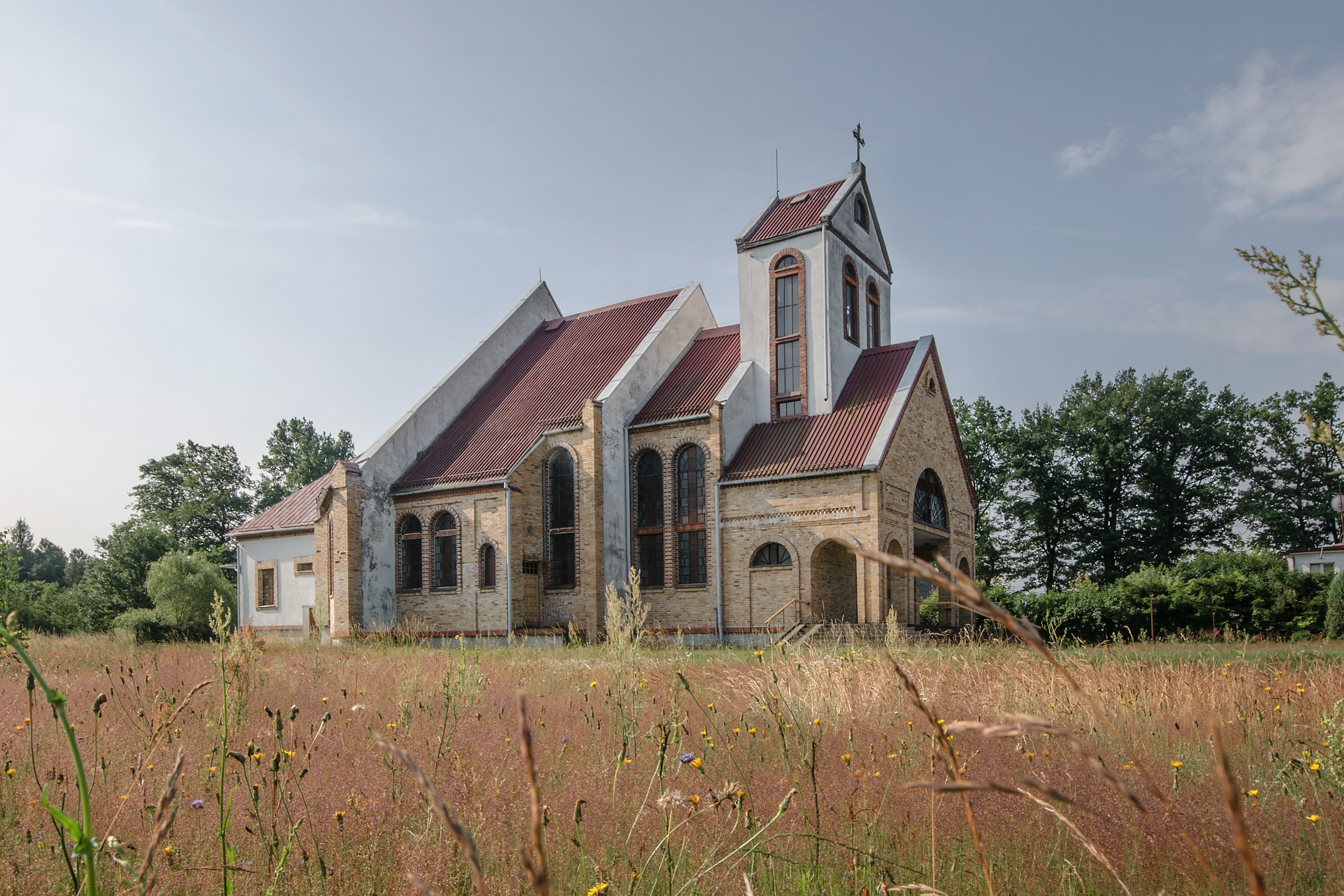
Kościół Matki Boskiej Częstochowskiej

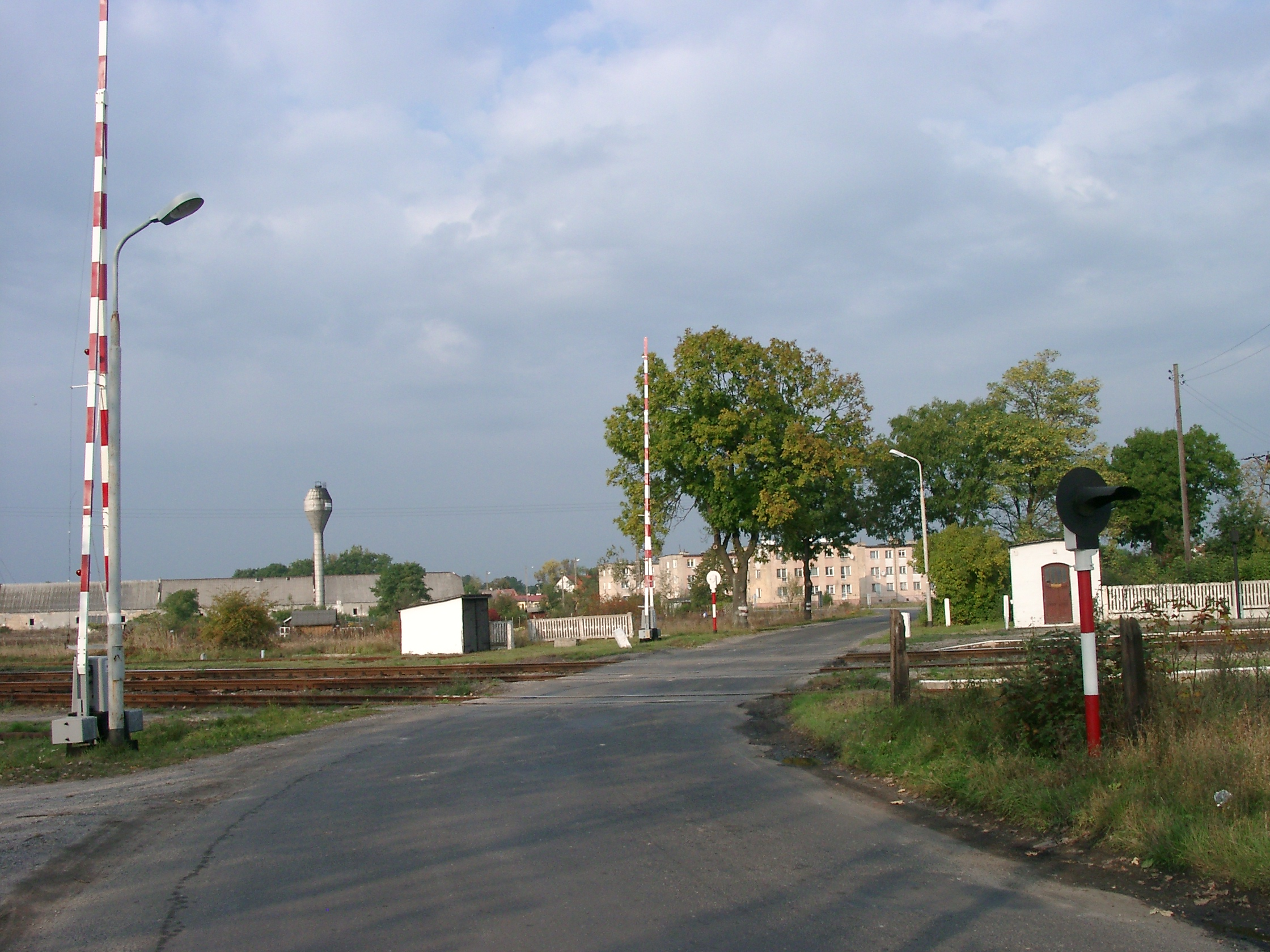
Przejazd kolejowy w Rokitkach

Rokitki (niem. Reisicht) – wieś w Polsce, położona w województwie dolnośląskim, w powiecie legnickim, w gminie Chojnów, nad Czarną Wodą.
W latach 1975–1998 wieś położona była w województwie legnickim.

## Integralne części wsi
| SIMC    | Nazwa  | Rodzaj  |
| ------- | ------ | ------- |
| 0363576 | Brzozy | kolonia |

## Demografia
Według Narodowego Spisu Powszechnego (III 2011 r.) Rokitki liczyły 987 mieszkańców. Obecnie są największą miejscowością gminy Chojnów.

## Komunikacja
Przez wieś przebiega linia kolejowa nr 275 i droga wojewódzka nr 328.

## Historia
Powstała w latach 1292–1293 jako kasztelania księstwa legnickiego. W latach 1342–1530 wieś należała do rodziny Schellendorfów, w dokumentach Karola IV Luksemburskiego z 1359 miejscowość występuje pod nazwą Reysecht. Od 1479 działała we wsi kuźnica żelaza. Po 1530 kolejnymi właścicielami byli Axlebenowie, Bibranowie, Tschammerowie i inni. Na przełomie XV i XVI wieku w Rokitkach zatrzymywał się, a być może miał tu siedzibę jeden z najsłynniejszych rycerzy-rabusiów (niem. Raubrittern): Czarny Krzysztof, czyli Christoph von Zedlitz. W XVIII wygaszono kuźnice żelaza. W 1875 przez wieś przebiegła linia kolejowa łącząca Legnicę z Żaganiem, w 1891 uruchomiono połączenie z Przemkowem.

## Zabytki
Do wojewódzkiego rejestru zabytków wpisany jest:
- park dworski, z XVIII w., zmiany w połowie XIX w.

inne zabytki:
- ruiny zamku neogotyckiego, pierwotnie wzniesionego jako renesansowy zamek nawodny, przebudowanego w I poł. XIX w[8].
- grodziska średniowieczne z XII i XIII w.
- monolitowy kamienny krzyż wysoki na 80 cm, z rytem łopaty; pochodzenie krzyża nie jest znane, pojawiająca się hipoteza, że jest to tzw. krzyż pokutny, nie ma oparcia w bezpośrednich dowodach i oparta jest wyłącznie na nieuprawnionym założeniu, że wszystkie stare kamienne monolitowe krzyże są krzyżami pokutnymi

## Turystyka
Obecnie miejscowość wypoczynkowa na obszarze krajobrazu chronionego Doliny Czarnej Wody (wody I klasy czystości i niemalże morski mikroklimat). We wsi znajdują się dwa ośrodki wypoczynkowe z 664 miejscami noclegowymi w domkach kempingowych i na polu namiotowym. Zlokalizowane są tu również prywatne domki wypoczynkowe na terenie byłego ośrodka wypoczynkowego (aktualnie Różana Dolina Rokitki). Komercyjne usługi gastronomiczno-hotelarskie świadczy tutaj również ośrodek wypoczynkowy Różane Wzgórze.

## W Rokitkach funkcjonują
- Ludowy Zespół Sportowy „Czarni Rokitki”
- Zespół Szkolno-Przedszkolny im. Jana Pawła II
- Ochotnicza straż pożarna
- Gminna Biblioteka Publiczna
- Parafia rzymskokatolicka pw. Matki Boskiej Częstochowskiej
- Zespół folklorystyczny Kalinki
- Dworzec kolejowy Rokitki
- Ośrodek wypoczynkowy Różana Dolina
- Ośrodek wypoczynkowy Różane Wzgórze – baza noclegowo-gastronomiczna
- Koło Gospodyń Wiejskich „Czarne Rokitki”
- Ośrodek wypoczynkowy Teresa Job, to biletowany obiekt z plażą i częścią gastronomiczną, posiada (Kampingi do wynajęcie, punkty gastronomiczne, sprzęt wodny, toalety, pole namiotowe)

## Bezpieczeństwo
Za stan bezpieczeństwa publicznego w Rokitkach odpowiadają: Komendant Komisariatu Policji w Chojnowie oraz Dowódca Jednostki Ratowniczo-Gaśniczej Państwowej Straży Pożarnej nr 3 w Chojnowie. W samej wsi znajduje się jednostka Ochotniczej Straży Pożarnej włączona do krajowego systemu ratownictwa.